# Stamboom Victoria van het Verenigd Koninkrijk
Dit is de stamboom van koningin Victoria van het Verenigd Koninkrijk (1819-1901).
| Stamboom Victoria van het Verenigd Koninkrijk (1819-1901)                                             | Stamboom Victoria van het Verenigd Koninkrijk (1819-1901) | Stamboom Victoria van het Verenigd Koninkrijk (1819-1901) | Stamboom Victoria van het Verenigd Koninkrijk (1819-1901)                                                                   | Stamboom Victoria van het Verenigd Koninkrijk (1819-1901)                                                                   | Stamboom Victoria van het Verenigd Koninkrijk (1819-1901)                                                                                       | Stamboom Victoria van het Verenigd Koninkrijk (1819-1901)                                                                                       | Stamboom Victoria van het Verenigd Koninkrijk (1819-1901)                                                                              | Stamboom Victoria van het Verenigd Koninkrijk (1819-1901)                                                                              | Stamboom Victoria van het Verenigd Koninkrijk (1819-1901)                                                                                   | Stamboom Victoria van het Verenigd Koninkrijk (1819-1901)                                                                                   | Stamboom Victoria van het Verenigd Koninkrijk (1819-1901)                                                 | Stamboom Victoria van het Verenigd Koninkrijk (1819-1901)                                                 | Stamboom Victoria van het Verenigd Koninkrijk (1819-1901)                                                 | Stamboom Victoria van het Verenigd Koninkrijk (1819-1901)                                                 | Stamboom Victoria van het Verenigd Koninkrijk (1819-1901)                                                 | Stamboom Victoria van het Verenigd Koninkrijk (1819-1901)                                                 | Stamboom Victoria van het Verenigd Koninkrijk (1819-1901)                                                 | Stamboom Victoria van het Verenigd Koninkrijk (1819-1901)                                                 |
| --- | --- | --- | --- | --- | --- | --- | --- | --- | --- | --- | --- | --- | --- | --- | --- | --- | --- | --- |
| Grootouders                                                                                           | George III van het Verenigd Koninkrijk (1738-1820) x 1761 Charlotte van Mecklenburg-Strelitz (1744-1818)                                                                | George III van het Verenigd Koninkrijk (1738-1820) x 1761 Charlotte van Mecklenburg-Strelitz (1744-1818)                                                                | George III van het Verenigd Koninkrijk (1738-1820) x 1761 Charlotte van Mecklenburg-Strelitz (1744-1818)                    | George III van het Verenigd Koninkrijk (1738-1820) x 1761 Charlotte van Mecklenburg-Strelitz (1744-1818)                    | George III van het Verenigd Koninkrijk (1738-1820) x 1761 Charlotte van Mecklenburg-Strelitz (1744-1818)                                        | George III van het Verenigd Koninkrijk (1738-1820) x 1761 Charlotte van Mecklenburg-Strelitz (1744-1818)                                        | George III van het Verenigd Koninkrijk (1738-1820) x 1761 Charlotte van Mecklenburg-Strelitz (1744-1818)                               | George III van het Verenigd Koninkrijk (1738-1820) x 1761 Charlotte van Mecklenburg-Strelitz (1744-1818)                               | George III van het Verenigd Koninkrijk (1738-1820) x 1761 Charlotte van Mecklenburg-Strelitz (1744-1818)                                    | Frans van Saksen-Coburg-Saalfeld (1750-1806) x 1776 Augusta van Reuss-Ebersdorf en Lobenstein (1757-1831)                                   | Frans van Saksen-Coburg-Saalfeld (1750-1806) x 1776 Augusta van Reuss-Ebersdorf en Lobenstein (1757-1831) | Frans van Saksen-Coburg-Saalfeld (1750-1806) x 1776 Augusta van Reuss-Ebersdorf en Lobenstein (1757-1831) | Frans van Saksen-Coburg-Saalfeld (1750-1806) x 1776 Augusta van Reuss-Ebersdorf en Lobenstein (1757-1831) | Frans van Saksen-Coburg-Saalfeld (1750-1806) x 1776 Augusta van Reuss-Ebersdorf en Lobenstein (1757-1831) | Frans van Saksen-Coburg-Saalfeld (1750-1806) x 1776 Augusta van Reuss-Ebersdorf en Lobenstein (1757-1831) | Frans van Saksen-Coburg-Saalfeld (1750-1806) x 1776 Augusta van Reuss-Ebersdorf en Lobenstein (1757-1831) | Frans van Saksen-Coburg-Saalfeld (1750-1806) x 1776 Augusta van Reuss-Ebersdorf en Lobenstein (1757-1831) | Frans van Saksen-Coburg-Saalfeld (1750-1806) x 1776 Augusta van Reuss-Ebersdorf en Lobenstein (1757-1831) |
| Ouders                                                                                                | Eduard August van Hannover (1767-1820) x 1818 Victoria van Saksen-Coburg-Saalfeld (1786-1861)                                                                           | Eduard August van Hannover (1767-1820) x 1818 Victoria van Saksen-Coburg-Saalfeld (1786-1861)                                                                           | Eduard August van Hannover (1767-1820) x 1818 Victoria van Saksen-Coburg-Saalfeld (1786-1861)                               | Eduard August van Hannover (1767-1820) x 1818 Victoria van Saksen-Coburg-Saalfeld (1786-1861)                               | Eduard August van Hannover (1767-1820) x 1818 Victoria van Saksen-Coburg-Saalfeld (1786-1861)                                                   | Eduard August van Hannover (1767-1820) x 1818 Victoria van Saksen-Coburg-Saalfeld (1786-1861)                                                   | Eduard August van Hannover (1767-1820) x 1818 Victoria van Saksen-Coburg-Saalfeld (1786-1861)                                          | Eduard August van Hannover (1767-1820) x 1818 Victoria van Saksen-Coburg-Saalfeld (1786-1861)                                          | Eduard August van Hannover (1767-1820) x 1818 Victoria van Saksen-Coburg-Saalfeld (1786-1861)                                               | Eduard August van Hannover (1767-1820) x 1818 Victoria van Saksen-Coburg-Saalfeld (1786-1861)                                               | Eduard August van Hannover (1767-1820) x 1818 Victoria van Saksen-Coburg-Saalfeld (1786-1861)             | Eduard August van Hannover (1767-1820) x 1818 Victoria van Saksen-Coburg-Saalfeld (1786-1861)             | Eduard August van Hannover (1767-1820) x 1818 Victoria van Saksen-Coburg-Saalfeld (1786-1861)             | Eduard August van Hannover (1767-1820) x 1818 Victoria van Saksen-Coburg-Saalfeld (1786-1861)             | Eduard August van Hannover (1767-1820) x 1818 Victoria van Saksen-Coburg-Saalfeld (1786-1861)             | Eduard August van Hannover (1767-1820) x 1818 Victoria van Saksen-Coburg-Saalfeld (1786-1861)             | Eduard August van Hannover (1767-1820) x 1818 Victoria van Saksen-Coburg-Saalfeld (1786-1861)             | Eduard August van Hannover (1767-1820) x 1818 Victoria van Saksen-Coburg-Saalfeld (1786-1861)             |
| Victoria van het Verenigd Koninkrijk (1819-1901) x 1840 Albert van Saksen-Coburg en Gotha (1819-1861) | | | | | | | | | | | | | | | | | | |
| Kinderen                                                                                              | Victoria (1840-1901) x 1857 Frederik III van Duitsland (1831-1888) | Victoria (1840-1901) x 1857 Frederik III van Duitsland (1831-1888) | Eduard (1841-1910) Koning Eduard VII x 1863 Alexandra van Denemarken (1844-1925)                                            | Eduard (1841-1910) Koning Eduard VII x 1863 Alexandra van Denemarken (1844-1925)                                            | Alice(1843-1878) x 1862 Lodewijk IV van Hessen-Darmstadt (1837-1862)                                                                            | Alice(1843-1878) x 1862 Lodewijk IV van Hessen-Darmstadt (1837-1862)                                                                            | Alfred (1844-1900) x 1874 Maria Aleksandrovna van Rusland (1853-1920)                                                                  | Alfred (1844-1900) x 1874 Maria Aleksandrovna van Rusland (1853-1920)                                                                  | Helena (1846-1923) x 1866 Christiaan van Sleeswijk-Holstein- Sonderburg-Augustenburg (1831-1917)                                            | Helena (1846-1923) x 1866 Christiaan van Sleeswijk-Holstein- Sonderburg-Augustenburg (1831-1917)                                            | Louise (1848-1939) x 1871 John Campbell (1845-1914)                                                       | Louise (1848-1939) x 1871 John Campbell (1845-1914)                                                       | Arthur (1850-1942) x 1879 Louise Margaretha van Pruisen (1860-1917)                                       | Arthur (1850-1942) x 1879 Louise Margaretha van Pruisen (1860-1917)                                       | Leopold(1853-1884) x 1882 Helena van Waldeck-Pyrmont (1861-1922)                                          | Leopold(1853-1884) x 1882 Helena van Waldeck-Pyrmont (1861-1922)                                          | Beatrice (1857-1944) x 1885 Hendrik Maurits van Battenberg (1858-1896)                                    | Beatrice (1857-1944) x 1885 Hendrik Maurits van Battenberg (1858-1896)                                    |
| Kleinkinderen                                                                                         | Wilhelm (1859-1941) Charlotte (1860-1919) Hendrik (1862-1929) Sigismund (1864-1866) Victoria (1866-1929) Waldemar (1868-1879) Sophie (1870-1932) Margaretha (1872-1954) | Wilhelm (1859-1941) Charlotte (1860-1919) Hendrik (1862-1929) Sigismund (1864-1866) Victoria (1866-1929) Waldemar (1868-1879) Sophie (1870-1932) Margaretha (1872-1954) | Albert Victor (1864-1892) George V (1865-1936) Louise(1867-1931) Victoria (1868-1935) Maud (1869-1938) Alexander(1871-1871) | Albert Victor (1864-1892) George V (1865-1936) Louise(1867-1931) Victoria (1868-1935) Maud (1869-1938) Alexander(1871-1871) | Victoria (1863-1950) Elizabeth (1864-1918) Irene (1866-1953) Ernst Lodewijk (1868-1937) Frederik (1870-1873) Alix (1872-1918) Marie (1874-1878) | Victoria (1863-1950) Elizabeth (1864-1918) Irene (1866-1953) Ernst Lodewijk (1868-1937) Frederik (1870-1873) Alix (1872-1918) Marie (1874-1878) | Alfred (1874-1899) Marie (1875-1938) Victoria Melita (1876-1936) Alexandra (1878-1942) Doodgeboren dochter (1879) Beatrice (1884-1966) | Alfred (1874-1899) Marie (1875-1938) Victoria Melita (1876-1936) Alexandra (1878-1942) Doodgeboren dochter (1879) Beatrice (1884-1966) | Christiaan Victor (1867-1900) Albert (1869-1931) Helena Victoria (1870-1948) Marie Louise (1872-1956) Harald (1876) Doodgeboren zoon (1877) | Christiaan Victor (1867-1900) Albert (1869-1931) Helena Victoria (1870-1948) Marie Louise (1872-1956) Harald (1876) Doodgeboren zoon (1877) | - | - | Margaretha (1882-1920) Arthur (1883-1938) Patricia (1886-1974)                                            | Margaretha (1882-1920) Arthur (1883-1938) Patricia (1886-1974)                                            | Alice Maria Victoria (1883–1981) Karel Eduard (1884–1954)                                                 | Alice Maria Victoria (1883–1981) Karel Eduard (1884–1954)                                                 | Alexander (1886–1960) Victoria Eugénie (1887–1969) Leopold (1889–1922) Maurits (1891-1914)                | Alexander (1886–1960) Victoria Eugénie (1887–1969) Leopold (1889–1922) Maurits (1891-1914)                |